# Galeoctopus lateralis
Galeoctopus lateralis is een inktvissensoort uit de familie van de Octopodidae. De wetenschappelijke naam van de soort werd voor het eerst geldig gepubliceerd in 2004 door Norman, Boucher-Rodoni en Hochberg.
De octopus leeft in het zuiden en westen van de Grote Oceaan, op een diepte van 200 tot 400 meter.